# Soleura (cantão)
O cantão de Solothurn (em espanhol Soleura, em francês Soleure, em italiano Soletta e em romanche Soloturn) é um cantão da Suíça, situado na parte ocidental do país. A língua oficial desse cantão é o alemão.

## Comunas
Este cantão contém 125 comunas:
| - Aedermannsdorf - Aeschi - Aetigkofen - Aetingen - Balm bei Günsberg - Balsthal - Beinwil - Bellach - Bettlach - Biberist - Biezwil - Bolken - Boningen - Breitenbach - Brunnenthal - Brügglen - Bärschwil - Bättwil - Büren - Büsserach - Deitingen - Derendingen - Dornach - Dulliken - Däniken - Egerkingen - Eppenberg-Wöschnau - Erlinsbach - Erschwil - Etziken - Fehren - Flumenthal - Fulenbach - Gempen | - Gerlafingen - Grenchen - Gretzenbach - Grindel - Gunzgen - Gänsbrunnen - Günsberg - Halten - Herbetswil - Hochwald - Hofstetten-Flüh - Hubersdorf - Hägendorf - Härkingen - Kappel - Kestenholz - Kleinlützel - Kriegstetten - Küttigkofen - Langendorf - Laupersdorf - Lohn-Ammannsegg - Lommiswil - Lostorf - Luterbach - Lüsslingen - Matzendorf - Meltingen - Messen - Metzerlen-Mariastein - Mühledorf - Mümliswil-Ramiswil - Nennigkofen - Neuendorf | - Niederbuchsiten - Niedergösgen - Niederwil - Nunningen - Oberbuchsiten - Oberdorf - Obergerlafingen - Obergösgen - Oekingen - Oensingen - Olten - Recherswil - Rickenbach - Riedholz - Rodersdorf - Rüttenen - Schnottwil - Schönenwerd - Seewen - Selzach - Solothurn - Subingen - Trimbach - Tscheppach - Walterswil - Wangen bei Olten - Welschenrohr - Winznau - Wisen - Witterswil - Wolfwil - Zuchwil - Zullwil |